# Associazione Calcio Bolzano 1967-1968
Questa voce raccoglie le informazioni riguardanti l'Associazione Calcio Bolzano nelle competizioni ufficiali della stagione 1967-1968.

## Rosa
| N. |                   | Ruolo | Calciatore              |
| -- | ----------------- | ----- | ----------------------- |
|    | Italia (bandiera) | C     | Pietro Alban            |
|    | Italia (bandiera) | P     | Alfredo Bedendo         |
|    | Italia (bandiera) |       | Benedetti               |
|    | Italia (bandiera) | C     | Arnaldo Benin           |
|    | Italia (bandiera) | D     | Angelo Bertuolo         |
|    | Italia (bandiera) | D     | Bruno Bertuolo          |
|    | Italia (bandiera) | A     | Vittorio Cola           |
|    | Italia (bandiera) | P     | Fortunato Comelli       |
|    | Italia (bandiera) | C     | Severino Josio          |
|    | Italia (bandiera) |       | Lombardi                |
|    | Italia (bandiera) | D     | Luciano Manni           |
|    | Italia (bandiera) | C     | Roberto Mair Am Tinkhof |

| N. |                   | Ruolo | Calciatore         |
| -- | ----------------- | ----- | ------------------ |
|    | Italia (bandiera) | D     | Giulio Natali      |
|    | Italia (bandiera) |       | Paganini           |
|    | Italia (bandiera) | D     | Enrico Pezzica     |
|    | Italia (bandiera) | A     | Valerio Pintarelli |
|    | Italia (bandiera) | C     | Romano Prudenziati |
|    | Italia (bandiera) | A     | Renato Saiani      |
|    | Italia (bandiera) | P     | Giancarlo Sartin   |
|    | Italia (bandiera) | C     | Paolo Scolati      |
|    | Italia (bandiera) | C     | Adriano Veneri     |
|    | Italia (bandiera) | C     | Giovanni Ventura   |
|    | Italia (bandiera) |       | Verzolazzo         |
|    | Italia (bandiera) | A     | Dieter Weiss       |